# 爬坡车道

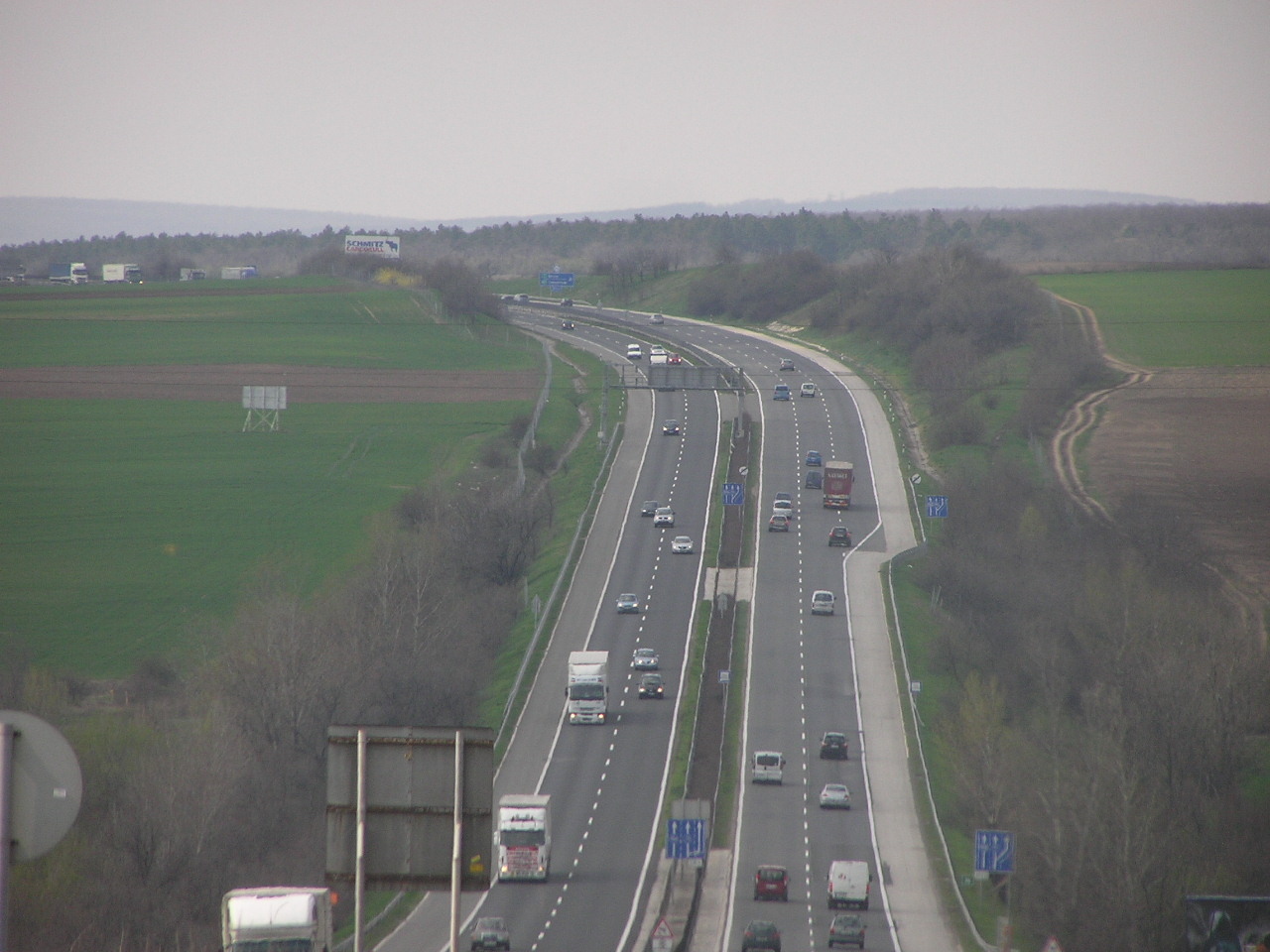

爬坡车道是在公路（尤其是高速公路）陡坡路段的主行车道外侧增设的供大型载重车辆通行的专用车道。在爬坡路段，大型车辆因爬坡能力不足，会造成大小车辆之间的速度差变大，小型车加、减速频率和变道超车需求增大，极易发生追尾、侧碰等交通事故，设置专用的爬坡车道可以提高道路安全性和通行效率。